# Талдуринский олень
Талдуринский олень — наскальный рисунок в долине реки Талдура на территории Кош-Агачский района Республики Алтай.

## Описание
Памятник представляет собой огромный мореный валун овальной формы, имеет размеры 5х3,5х1,8 м, вершины овала ориентированы примерно по линии восток-запад. Рисунки нанесены на наклонную поверхность ориентированную к югу. Композиция петроглифов имеет размеры 3,1х1,7 метра. Общее количество фигур на камне — не меньше 28. Изображения нанесены в технике неглубокой выбивки, часто воспроизводя лишь контур животного. В основном это рисунки козлов, несколько быков и одна фигура человека.
Самым большим изображением является фигура оленя. выполненная в так называемом монголо-забайкальском стиле оленных камней. Размер рисунка около 170 см в длину, делает его одним из самых больших на Горном Алтае. Олень изображён стоящим, с клювовидной мордой и двумя ветвистыми рогами. Рядом с ним выбит контур оленухи, связанную с ним стилистически и составляющую композиционную пару с оленем.

## Аналогии
На Алтае наиболее близкое по стилю изображение описано в урочище Туру-Алты. В наскальной композиции, среди более чем десятка мелких фигур выделяется размером парное изображение рогатого оленя и безрогой оленухи. Размер оленя составляет 93 см, выбитая над ним оленуха несколько меньше. Изображения близкие по стилю известные в петрографических комплексах в долине р.Елангаш, Ирбисту, Чаган и других.

В Монгольском Алтае крупные изображения оленей 126 см и 115 см представлены в комплексе Цагаан-Салаа, а также в Хар-Салаа.

## Датировка
Факт того, что фигуры оленей, выбитые на скалах Алтая и Монголии, очень часто бывают вписаны в композиции петроглифов, твёрдо относимых исследователями к эпохи бронзы (вторая половина II тыс. до н. э.), позволяет датировать и данное изображение этим временем.

## Галерея
- Валун на рассвете в июле
- Плёнка для копирования рисунков
- Изображения людей для масшттаба